# Lijst van presidenten van Guinee
Hieronder staat een chronologische lijst van presidenten van Guinee.

## Presidenten van Guinee (1957-heden)
| President | President                          | Ambtstermijn     | Ambtstermijn     | Partij           |
| --------- | ---------------------------------- | ---------------- | ---------------- | ---------------- |
|           | Ahmed Sékou Touré (1922-1984)      | 2 oktober 1958   | 26 maart 1984    | PDG              |
|           | Louis Lansana Beavogui             | 26 maart 1984    | 3 april 1984     | PDG              |
|           | Lansana Conté (1934-2008)          | 3 april 1984     | 22 december 2008 | Mil; PUP (1992-) |
|           | Moussa Dadis Camara (1964 of 1968) | 24 december 2008 | 15 januari 2010  | CNDD             |
|           | Sékouba Konaté (1964)              | 4 december 2009  | 21 december 2010 | CNDD             |
|           | Alpha Condé (1938)                 | 21 december 2010 | 5 september 2021 | RPG              |
|           | Mamady Doumbouya (1980)            | 1 oktober 2021   | huidig           | Militair         |